# 施派克博登山 (維內迪傑山脈)
46°56′45″N 12°25′6″E / 46.94583°N 12.41833°E

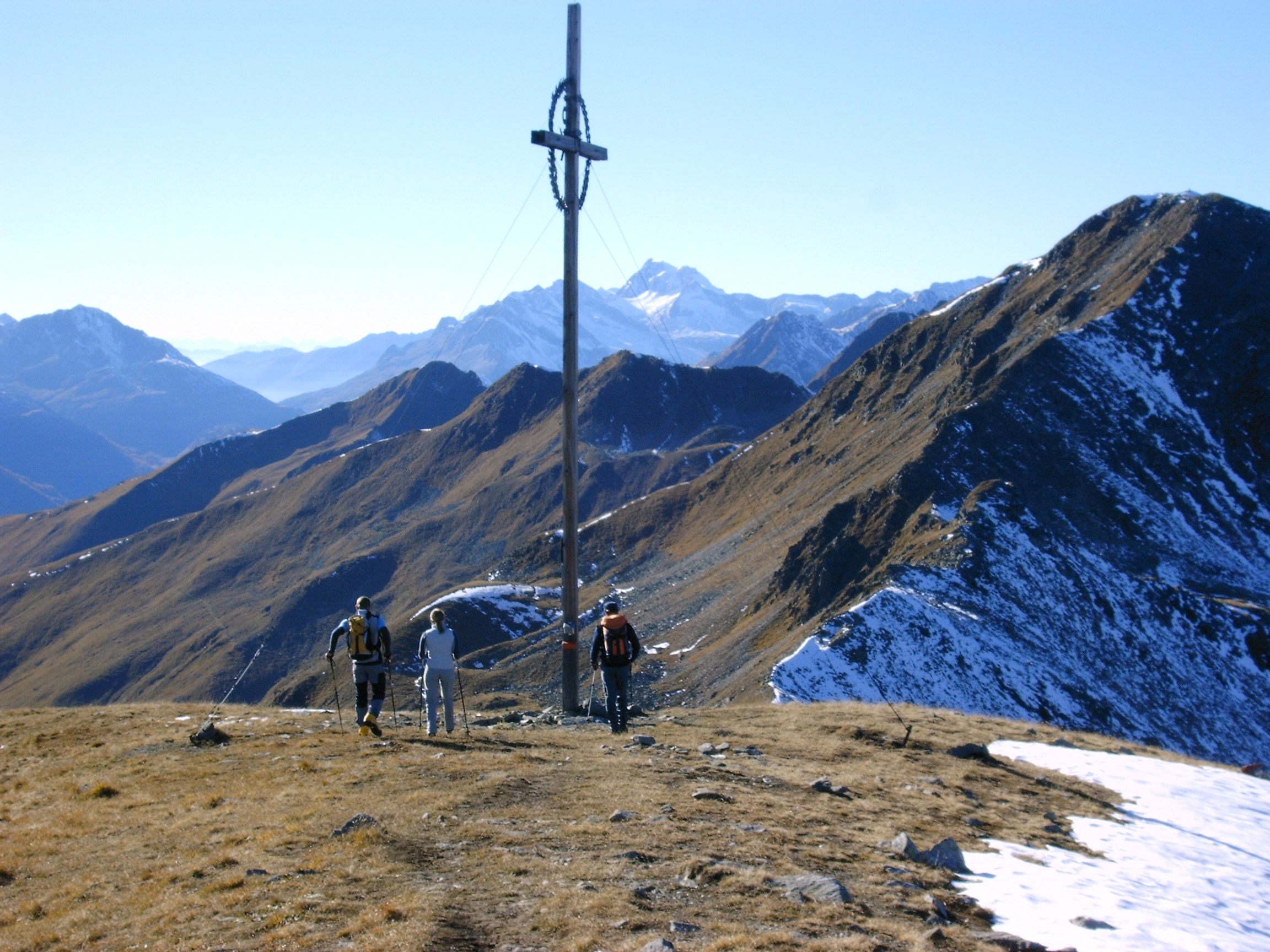

施派克博登山（德語：Speikboden），是奧地利的山峰，位於該國西部，由蒂羅爾州負責管轄，屬於維內迪傑山脈的一部分，距離唐納施泰因山0.42公里，海拔高度2,653米。